# Varois-et-Chaignot
Varois-et-Chaignot is een gemeente in het Franse departement Côte-d'Or (regio Bourgogne-Franche-Comté). De plaats maakt deel uit van het arrondissement Dijon. Varois-et-Chaignot telde op 1 januari 2022 2.068 inwoners.

## Geografie
De oppervlakte van Varois-et-Chaignot bedroeg op 1 januari 2022 10,1 vierkante kilometer; de bevolkingsdichtheid was toen 204,8 inwoners per km².
De onderstaande kaart toont de ligging van Varois-et-Chaignot met de belangrijkste infrastructuur en aangrenzende gemeenten.

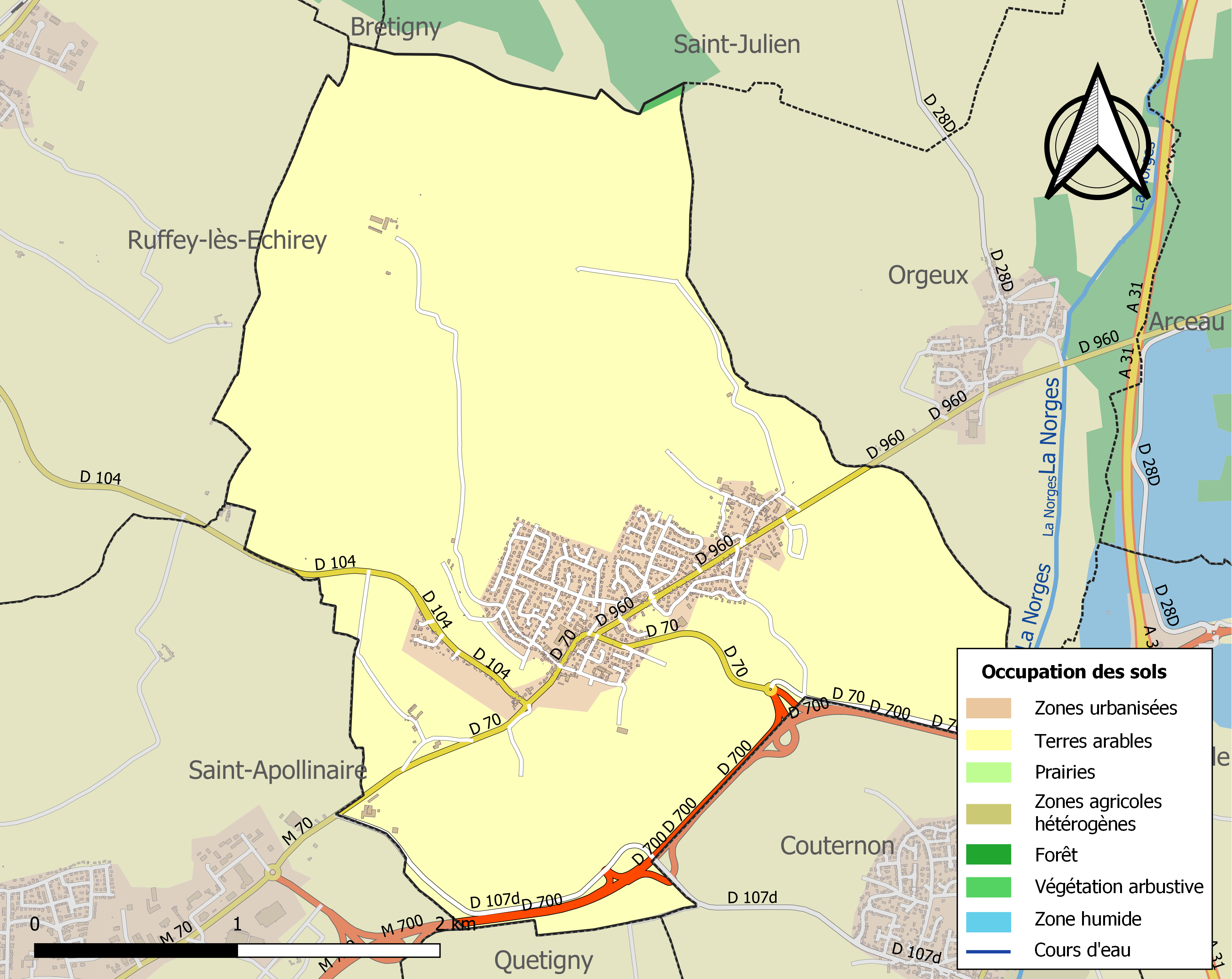

## Demografie
Onderstaande figuur toont het verloop van het inwonertal (bron: INSEE-tellingen).